# Samuił Tapikow
Samuił Michajłowicz Tapikow (ros. Самуил Михайлович Тапиков, tat. Самуил Тапиков, ur. 19 października?/1 listopada 1915 we wsi Nowyj Mielken w Tatarstanie, zm. 5 lutego 1945 we wsi Paparzyn) – radziecki wojskowy, kapitan, uhonorowany pośmiertnie tytułem Bohatera Związku Radzieckiego (1945).

## Życiorys
Urodził się w tatarskiej rodzinie chłopskiej. Skończył 10 klas, mieszkał i pracował w Kazaniu. W grudniu 1934 został powołany do Armii Czerwonej, służył w 1 pułku artylerii w Nadwołżańskim Okręgu Wojskowym, w październiku 1935 ukończył szkołę pułkową, a w maju 1938 2 Leningradzką Szkołę Artylerii. Później służył jako dowódca plutonu i od maja 1939 do kwietnia 1940 zastępca dowódcy artylerii 110 pułku artylerii w Saratowie, następnie w 387 pułku artylerii haubic w Kujbyszewie (obecnie Samara) jako dowódca zwiadu dywizjonu. Po ataku Niemiec na ZSRR wraz z pułkiem został skierowany na front w składzie 21 Armii, walczył na Froncie Zachodnim, Centralnym, Briańskim, Północno-Kaukaskim, 1 i 1 Białoruskim, biorąc udział m.in. w walkach obronnych w obwodzie homelskim latem 1941, w bitwie pod Diemiańskiem w obwodzie nowogrodzkim zimą 1942, walkach na przyczółku serockim we wrześniu 1944 i operacji mławsko-elbląskiej w styczniu 1945 (od września do grudnia 1942 uczył się na kursach artyleryjskich). Szczególnie wyróżnił się w walkach na terytorium Polski przy forsowaniu Wisły w styczniu 1945 jako dowódca dywizjonu 398 pułku artylerii lekkiej 65 Brygady Artylerii Lekkiej 18 Dywizji Artylerii 3 Korpusu Artylerii Przełamania 65 Armii 2 Frontu Białoruskiego w stopniu kapitana. W końcu stycznia 1945 brał udział w odpieraniu kontrataków wroga w rejonie Grudziądza i Chełmna. 5 lutego 1945 wraz z dywizjonem odpierał kontrataki niemieckich czołgów i piechoty w powiecie chełmińskim; zginął w tej walce. Został pochowany w Paparzynie w gminie Stolno w powiecie chełmińskim. Jego imieniem nazwano ulicę w Mienzielinsku.

## Odznaczenia
- Złota Gwiazda Bohatera Związku Radzieckiego (pośmiertnie, 29 czerwca 1945)
- Order Lenina (pośmiertnie, 29 czerwca 1945)
- Order Czerwonego Sztandaru (16 grudnia 1942)
- Order Aleksandra Newskiego (6 lutego 1945)